# Philippe Halsman
Philippe Halsman (rusă Филипп Халсман; letonă Filips Halsmans; n. 2 mai 1906, Riga, Imperiul Rus – d. 25 iunie 1979, New York City) a fost un fotograf american de origine letonă, cel mai cunoscut pentru caloborarea sa cu Salvador Dalí și ca fotograf de modă al agenției Magnum. A fost și continuă să fie cotat ca unul dintre marii fotografi ai lumii.

## Biografie
Philippe Halsman a fost născut în familia lui Morduch (Max) Halsman, un dentist evreu din Riga și al Itei Grintuch, profesoară și directoare a unei școli de gramatică. Ulterior, Halsman a studiat inginerie electrică în centrul universitar german din Dresden. 